# Fritz Köster (Theologe)
Fritz Köster SAC (* 1. März 1934 in Olpe; † 25. Mai 2014 in Boppard) war ein deutscher römisch-katholischer Theologe, Seelsorger und Ordensmann (Pallottiner).

## Leben
Er studierte nach seinem Ordenseintritt Theologie und erhielt 1961 seine Priesterweihe. Danach wurde er in Augsburg, Paris, Kamerun und Brüssel eingesetzt. Ende der 1970er und in den 1980er Jahren setzte er seine theologischen Studien fort und promovierte und habilitierte in München bei Erich Feifel. Zugleich war Köster als Abteilungsleiter und Referent bei Missio München tätig. Er unterstützte Lea Ackermann bei der Gründung von SOLWODI. Mit ihr arbeitete er in vielen Kontexten zusammen. Nach Einsätzen in der Seelsorge in München, Baldham und am Starnberger See zog 1988 Fritz Köster nach Boppard-Hirzenach, von wo aus er weiter deutschlandweit mit Vorträgen lehrte. 

### Schwerpunkte seiner wissenschaftlichen theologischen Arbeit
- Untersuchungen afrikanischen Christseins
- Erziehung in Islam, Hinduismus und Buddhismus
- christliche Erziehung und Sozialisation in Europa
- Das Zweite Vatikanum mit seinen Ansätzen für eine von Laien getragene Kirche als Nachfolgegemeinschaft Jesu Christi

## Werke

### Publikationen in Buchform (als Autor und Herausgeber)
- mit Marietta Peitz, Weltmission. Vom abendländischen Christentum zu den jungen Kirchen; Auftrag für immer, Geschichte von gestern, Wandel von heute, Chance für morgen, Donauwörth 1976, ISBN 978-3-403-00676-3.
- Afrikanisches Christsein. Eine religionspädagogische Herausforderung (Studien zur praktischen Theologie, Band 12), Zürich, Einsiedeln, Köln: Benziger 1977, ISBN 978-3-545-21512-2.
- Religiöse Erziehung in den Weltreligionen. Hinduismus, Buddhismus, Islam, Darmstadt 1986, ISBN 978-3-534-02440-7.
- (Hrsg.), Heinrich Fries (Hrsg.), Franz Wolfinger (Hrsg.), Kirche Religionen Begegnung. Kirche und Religionen – Begegnung und Dialog (Schriftenreihe des Katholischen Instituts für Missionstheologische Grundlagenforschung, Band 1), St. Ottilien 1981
- (Hrsg.) und Paul M. Zulehner (Hrsg.), Macht und Ohnmacht auf den Philippinen. Kirche der Befreiung als einende Kraft, Olten, Freiburg im Breisgau 1986, ISBN 978-3-530-54351-3.
- Kirche im Koma? Der Mut zu einer ganz anderen, Frankfurt am Main 1989, ISBN 978-3-7820-0589-0.
- Autoritätenwechsel. Zurück zur Praxis Jesu, Frankfurt am Main 1990, ISBN 978-3-7820-0605-7.
- Christsein an der Wende. Visionen der Hoffnung, Frankfurt am Main 1991, ISBN 978-3-7820-0635-4.
- Gesucht: Johannes XXIV. Briefe an seinen unvergessenen Vorgänger, Frankfurt am Main 1995, ISBN 978-3-7820-0719-1.
- Fitness für Seele und Geist. Drei Muskeln braucht der Mensch…, St. Ottilien 1995, ISBN 978-3-88096-794-6.
- Religiös und frei. Glauben ohne Kirche?, Frankfurt am Main 1997, ISBN 978-3-7820-0769-6.
- Papst gesucht. Briefe der Hoffnung, Frankfurt am Main 1998, ISBN 978-3-7820-0793-1.
- Christentum auf dem Prüfstand: der Lehren sind genug verkündet. Jesu Aufforderung zum „wahren Leben“, Aachen 2001, ISBN 978-3-8265-8467-1.
- mit Lea Ackermann und Cornelia Filter (Mitarbeit), Über Gott und die Welt. Gespräche am Küchentisch, München 2007, ISBN 978-3-466-36737-5.

### Beiträge in Sammelwerken
- Laieninitiativen – die Fortsetzung des Konzils mit anderen Mitteln, In: Werner Matt (Hrsg.), Birgit Brida (Hrsg.) und Wolfgang Ortner (Hrsg.), Das Montagsforum, Dornbirn 2010, S. 404–.
- mit Maria von Weiser und Inge Bell, Drei Stimmen zu Solwodi, in: Lea Ackermann, Mary Kreutzer, Alicia Allgäuer, In Freiheit leben, das war lange nur ein Traum. Mutige Frauen erzählen von ihrer Flucht aus Gewalt und moderner Sklaverei, München 2010, ISBN 978-3-466-30878-1, S. 23–30.
- Lea Ackermann (Hrsg.), Brauchen wir Priesterinnen? Eine Provokation, in: Unser Pfarrer ist eine Frau. Erfahrungen und Konsequenzen; eine ökumenische Standortbestimmung, Freiburg im Breisgau, Wien, u. a. 2012, ISBN 978-3-451-32561-8, S. 262– .

### Artikel in Zeitschriften (Auswahl)
- Erlebnischristentum? Eine Nachlese zur Heilig-Rock-Ausstellung in Trier, in: Stimmen der Zeit, Jahrgang 121, 1996, S. 567–.